# Irina Zaritskaya

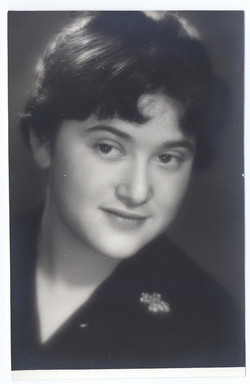
Irina Zaritskaya (1960)

Irina Zaritskaya (auch Irina Andrievsky (Hochzeitsname), russisch Ирина Зарицкая Irina Sarizkaja, wiss. Transliteration Irina Zarickaja, ukrainisch Ірина Заріцька Iryna Sarizka; * 2. Mai 1939 in Kiew; † 30. Juli 2001 in London) war eine ukrainisch-britische klassische Pianistin. Sie gewann 1960 den Zweiten Preis beim 6. Internationalen Chopin-Wettbewerb in Warschau mit nur minimalem Abstand auf den ersten Gewinner Maurizio Pollini.

## Leben und Werk
Irina Zaritskaya begann ihr Klavierspiel an der Musikschule für Kinder in Kiew und lernte dort bis 1953. Sie setzte ihr Studium an der Zentralen Spezialmusikschule am Moskauer Konservatorium bei Tatiana Kestner fort. Sie schloss ihr Studium 1958 ab und ging an das Moskauer Konservatorium, wo sie in die Klasse von Jakow Zak aufgenommen wurde. Sie erhielt 1963 ihr Abitur. Im Jahr 1960 gewann sie den 2. Preis beim Chopin-Wettbewerb in Warschau und erhielt zwei Sonderpreise, den des Polnischen Rundfunks für die beste Mazurka-Aufführung und den Chopin-Preis für die beste Polonaise-Aufführung.
Über viele Jahre hinweg trat Zaritskaya nur in der Sowjetunion auf. Sie trat mit den besten Orchestern und Dirigenten des Landes auf, darunter Kirill Kondraschin, Rudolf Barschai und Natan Rachlin. 1961 trat sie in Warschau auf und spielte Beethovens 4. Klavierkonzert in G-Dur sowie in einer Matinée sechs Préludes und die Sonate in b-Moll von Chopin  sowie Kabalewskis 3. Klaviersonate.
1972 wanderte Zaritskaya mit ihrer Familie nach Israel aus. Sie arbeitete für die Rubin Academy of Music sowohl als Klavierpädagogin als auch als Konzertpianistin. 1985 zog sie nach England und ließ sich in London nieder. Sie trat gelegentlich mit dem London Symphony Orchestra, dem Royal Philharmonic Orchestra, dem City of Birmingham Symphony Orchestra sowie dem Geiger Boris Belkin auf. Sie konzentrierte sich hauptsächlich auf das Unterrichten am Royal College of Music, der Menuhin School und der Purcell School.
Ihr letztes Konzert gab Zaritskaya am 9. August 1995 beim 50. Internationalen Chopin-Festival in Duszniki-Zdrój, wo sie Werke von Skrjabin, Prokofjew, Kabalewski und Chopin aufführte. Zaritskaya war mit dem ukrainischen Geiger und Hochschullehrer am Royal College of Music Felix Andrievsky verheiratet.